# Ге, Григорий Николаевич
Григорий Николаевич Ге (фр. Gay; 16 [28] февраля 1830, Воронеж, Российская империя — 1 [14] ноября 1911, Николаев, Российская империя) — русский писатель
, драматург, публицист, общественный деятель, гласный Николаевской городской Думы; автор первого крупного очерка истории города Николаева. Старший брат живописца Николая Николаевича Ге.

## Биография
Его предки были выходцами французского происхождения из Германии. Родился Григорий Ге в семье крупного землевладельца Воронежской губернии Николая Осиповича Ге (1796—1855). Мать, Елена Яковлевна Садовская — дочь ссыльного польского дворянина, семья которого проживала в Воронеже на поселении — умерла 24 июня 1831 года, оставив отца с тремя детьми: Иосифом (1828—1892), Григорием и Николаем (1831—1894). Женившись во второй раз, Николай Осипович Ге в 1836 году переехал с семьёй в Киев, а затем приобрёл имение при селе Попелюхи Могилевского уезда Подольской губернии, где активно занялся сельским хозяйством; в 1851 году он приобрел ещё и винокуренный завод.
Учился в Первой (или Второй) Киевской гимназии (1840—1846), а затем — в петербургской школе гвардейских подпрапорщиков и кавалерийских юнкеров (1846—1849). В 1849 году он был зачислен корнетом в Гродненский гусарский лейб-гвардии полк. Принимал участие «в походе гвардии к западным приделам Империи по случаю войны с Венгрией». В 1854 году был прикомандирован к школе гвардейских прапорщиков. На военной службе Ге оставался до 1856 года; затем, в чине штабс-ротмистра, вышел в отставку по болезни (по другим данным — в связи со смертью отца).
В 26 лет Григорий Ге стал помещиком в Подольской губернии; в унаследованном от отца имении у него было записано 4 деревни, 1080 десятин земли и 625 душ крепостных. Жил он также и в Петербурге. В 1858 году стал членом комитета, работавшего над проектом улучшения положения помещичьих крестьян. В 1855 году, ещё до крестьянской реформы, Ге дал вольную своим дворовым людям и освободил всех своих крепостных «навечно с подушным наделом» безо всяких выкупных платежей.
Во время проведения крестьянской реформы в 1861 году Ге был избран мировым посредником в Ушицком уезде Подольской губернии. Несколько лет подряд он «гасил» конфликтные ситуации по земельным вопросам между помещиками и крестьянами.
В 1862 году в журнале «Основа» появилась статья Ге «Выдержки из записок мирового посредника» — первый опыт журналистской публицистики. В 1865 году, продав наследное поместье, он переехал в Херсон, где служил заштатным чиновником в Акцизном управлении. Там он стал одним из основателей Библиотечного товарищества, организовал Публичную библиотеку, писал пьесы, выступал в прессе как журналист и театральный критик.
В 1868 году Г. Н. Ге был произведён в коллежские асессоры и награждён орденом Св. Анны 3-й степени: за «усердную службу и особые труды». В 1870 году произведён в надворные советники.
В 1879 году переехал в Николаев, где был избран гласным местной городской думы на первый, а затем и на второй срок (1884). В первый же месяц работы в городской думе он предотвратил попытку гласных урезать финансирование двухклассных народных школ, которые были основаны женой предыдущего военного губернатора (Эмилией фон Глазенап) и находились в беднейших кварталах города — на Слободке (1200 учащихся и 59 учителей). Через некоторое время Ге публично пресёк попытку депутатов выделить дополнительный участок городской земли в квартале между улицами Херсонской и Севастопольской для расширения механических мастерских Луки и Андрона Донских. По его инициативе в 1881 году была организована общественная библиотека (ныне областная научная библиотека им. А. Гмырева). Ге удалось провести решение о введении полукопеечного сбора с каждого пуда товаров, ввозимых в Николаев: деньги от нового налога должны были пойти на замощение улиц.
В газетах «Николаевский вестник» и «Южанин» публиковались театральные рецензии Ге, его обзоры художественных выставок, очерки, фельетоны и проблемные статьи по горячим вопросам городской жизни.
Весной 1887 года Ге изъявил желание занять должность секретаря в городской управе (исполнительном органе Думы). Не пройдя утверждение депутатами, 19 мая в газете «Южанин» он поместил открытое письмо к своим избирателям, в котором заявил о досрочном сложении с себя полномочий гласного.

…Вполне выяснилось, что не ко двору пришелся я у вас. Все, что считаю в себе лучшим, — все это оказалось у вас ненужным именно на поле служения общим интересам; все это поругано в кругу николаевского представительства. Я везде был и желаю до гроба быть идеалистом.

Но у вас это слово прибавляется к моему имени для определения отрицательной стороны моей личности. У вас понимают, что этого рода люди вносят в общее дело одно только беспокойство, только рознь. Но идеалисты желают его себе не для себя. Они не могут только считаться гласными, или пользоваться этим званием только для поднятия своих фондов. Раз пришел я к убеждению, что для меня в Думе нет никакой возможности служить интересам общества, я нахожу необходимым сложить с себя звание гласного, а не подставлять его под профанацию. Знаю, выход мой из Думы составит торжество моих противников. Они прямо заговорят, что выгнали меня. Что ж, в этом хвастовстве будет правда. Я действительно вынужден уйти…— Открытое письмо к своим избирателям // Газета «Южанин» (раздел «Местная хроника»). — 19 мая 1887 года
В июне 1887 года Ге продал свой дом (ул. Наваринская, 25), построенный по приезде в Николаев, и выехал в Петербург. 7 сентября 1888 года его (заочно) избирают секретарем Городской думы, после чего он возвращается в Николаев. Следующие 17 лет подряд Ге исполнял должность городского секретаря. Он был попечителем нескольких учебных заведений, членом комитетов Общества трезвости, Народных чтений и агентом Общества русских драматических писателей.
В 1890 году в Николаеве (к столетию города) издана книга Ге «Исторический очерк столетнего существования города Николаева при устье Ингула (1790—1890)». В 1906 году, в 76 лет, Григорий Ге попросился в отставку «в силу невозможности служить полной силой обществу по слабости здоровья». Умер 1 (14) ноября 1911 года и похоронен на гражданском кладбище в Николаеве.

## Произведения
Г. Н. Ге — автор пьес «Ведьмы», «Жена» (Херсон: Херсонск. губ. тип., 1868), «Каникулы» (Одесса: тип. бр. П. и П. Гроссул-Толстых, 1871), «Кухня», «Свобода искусства», «Шквал» (драма), а также романа «Софья Милич» (СПб.: Ф. Ф. Харринг, 1888). Ему принадлежит также авторство:
- «Выездка верховой лошади» (СПб., 1856)
- Карта-диаграмма «Течение Всемирной истории» (совместно с С. Соколовским) и представляющая этапы развития человечества на протяжении пяти с половиной тысяч лет.
- «Исторический очерк столетнего существования города Николаева при устье Ингула (1790—1890)» (Николаев: Рус. типо-лит., 1890)
- Теоретический трактат «О драматическом искусстве» (1890).
- Биографический очерк о Николае Николаевиче Ге, написанном сразу же после смерти брата[3].

## Семья
Жена: Мария Дмитриевна Ге (урожденная Кареева). Их дети:
Сын: Григорий Григорьевич Ге (1867—1942) — актёр и драматург.
Дочери:
- Мария Григорьевна Ге-Надвроцкая — училась пению, выступала в театрах; член Московского Вегетарианского Общества (29 апреля 1909 года), в 1910—1912 году жила в местечке Кублич Подольской губернии[4].
- Ольга Григорьевна Ге.
- Вера Григорьевна Ге (1860—1942).
- Зоя Григорьевна Ге (1861—1942) — была замужем за своим двоюродным братом, сыном и полным тёзкой Николая Ге; была арестована в 1883 году по обвинению в принадлежности к революционному кружку.

Семейная жизнь супругов не сложилась, они разошлись и в 1870 году Мария Дмитриевна уехала с детьми в Швейцарию, а в 1874 году — в Париж. Здесь они прожили два года, войдя в круг русских художников: А. П. Боголюбова, И. Е. Репина, В. Д. Поленова, К. А. Савицкого. Впоследствии, в 1937 году, одна из дочерей, Вера Григорьевна Ге, написала воспоминания об этом парижском периоде их жизни. После смерти матери в 1879 году дети вернулись к отцу, который к этому времени переехал из Херсона в Николаев.

## Архивные материалы
- ГАНО. — Ф. 229. — Оп. 1. — Д. 167. — Л. 2—5; Ф. Р-985. — Оп. 1. — Д. 973. — Л. 33.